# Les Cabanelles
Les Cabanelles és una partida del terme municipal de Tremp, al Pallars Jussà, dins de l'antic terme ribagorçà de Sapeira.
Estan situades en un coster a prop i al sud-oest del poble d'Esplugafreda, a la riba esquerra del barranc dels Botets. En el seu extrem de llevant hi ha la Cova i la Font d'Urso.